# Yaginumaella versicolor
Yaginumaella versicolor är en spindelart som beskrevs av Zabka 1981. Yaginumaella versicolor ingår i släktet Yaginumaella och familjen hoppspindlar. Inga underarter finns listade i Catalogue of Life.